# إنديان سبرينغز
إنديان سبرينغز (بالإنجليزية: Indian Springs)‏ هي مدينة غير مدخلة  ومكان مخصص للإحصاء بالقرب من قاعدة كريتش الجوية في شمال غرب مقاطعة كلارك جنوب غرب ولاية نيفادا الأمريكية.
بلغ عدد السكان 991 نسمة في تعداد عام 2010. 

## المناخ
يظهر الجدول التالي التغييرات المناخية على مدار السنة لانديان سبرينغز:
| البيانات المناخية لـإنديان سبرينغز          | البيانات المناخية لـإنديان سبرينغز | البيانات المناخية لـإنديان سبرينغز | البيانات المناخية لـإنديان سبرينغز | البيانات المناخية لـإنديان سبرينغز | البيانات المناخية لـإنديان سبرينغز | البيانات المناخية لـإنديان سبرينغز | البيانات المناخية لـإنديان سبرينغز | البيانات المناخية لـإنديان سبرينغز | البيانات المناخية لـإنديان سبرينغز | البيانات المناخية لـإنديان سبرينغز | البيانات المناخية لـإنديان سبرينغز | البيانات المناخية لـإنديان سبرينغز | البيانات المناخية لـإنديان سبرينغز |
| الشهر                                       | يناير                              | فبراير                             | مارس                               | أبريل                              | مايو                               | يونيو                              | يوليو                              | أغسطس                              | سبتمبر                             | أكتوبر                             | نوفمبر                             | ديسمبر                             | المعدل السنوي                      |
| ------------------------------------------- | ---------------------------------- | ---------------------------------- | ---------------------------------- | ---------------------------------- | ---------------------------------- | ---------------------------------- | ---------------------------------- | ---------------------------------- | ---------------------------------- | ---------------------------------- | ---------------------------------- | ---------------------------------- | ---------------------------------- |
| الدرجة القصوى °ف (°م)                       | 78 (26)                            | 82 (28)                            | 90 (32)                            | 97 (36)                            | 108 (42)                           | 118 (48)                           | 116 (47)                           | 114 (46)                           | 117 (47)                           | 100 (38)                           | 86 (30)                            | 83 (28)                            | 118 (48)                           |
| متوسط درجة الحرارة الكبرى °ف (°م)           | 55.3 (12.9)                        | 60.7 (15.9)                        | 68.0 (20.0)                        | 78.0 (25.6)                        | 87.7 (30.9)                        | 97.1 (36.2)                        | 103.1 (39.5)                       | 101.2 (38.4)                       | 95.1 (35.1)                        | 81.1 (27.3)                        | 66.1 (18.9)                        | 57.9 (14.4)                        | 79.3 (26.3)                        |
| متوسط درجة الحرارة الصغرى °ف (°م)           | 23.1 (−4.9)                        | 27.8 (−2.3)                        | 32.7 (0.4)                         | 42.0 (5.6)                         | 49.8 (9.9)                         | 57.2 (14.0)                        | 63.4 (17.4)                        | 61.4 (16.3)                        | 52.8 (11.6)                        | 41.4 (5.2)                         | 29.4 (−1.4)                        | 24.2 (−4.3)                        | 42.1 (5.6)                         |
| أدنى درجة حرارة °ف (°م)                     | −5 (−21)                           | 3 (−16)                            | 13 (−11)                           | 21 (−6)                            | 26 (−3)                            | 38 (3)                             | 49 (9)                             | 40 (4)                             | 31 (−1)                            | 21 (−6)                            | 8 (−13)                            | 2 (−17)                            | −5 (−21)                           |
| الهطول إنش (مم)                             | 0.36 (9.1)                         | 0.27 (6.9)                         | 0.26 (6.6)                         | 0.33 (8.4)                         | 0.12 (3.0)                         | 0.11 (2.8)                         | 0.43 (11)                          | 0.29 (7.4)                         | 0.28 (7.1)                         | 0.25 (6.4)                         | 0.31 (7.9)                         | 0.28 (7.1)                         | 3.29 (84)                          |
| متوسط تساقط الثلوج إنش (سم)                 | 1.5 (3.8)                          | 0.2 (0.51)                         | 0.4 (1.0)                          | 0.1 (0.25)                         | 0 (0)                              | 0 (0)                              | 0 (0)                              | 0 (0)                              | 0 (0)                              | 0 (0)                              | 0.1 (0.25)                         | 0.4 (1.0)                          | 2.7 (6.9)                          |
| المصدر: The Western Regional Climate Center |                                    |                                    |                                    |                                    |                                    |                                    |                                    |                                    |                                    |                                    |                                    |                                    |                                    |